# فاوستو فيرا
فاوستو فيرا (بالإسبانية: Fausto Vera) هو لاعب كرة قدم أرجنتيني، ولد في 26 مارس 2000 في مدينة هرلينغام، بوينس آيرس في الأرجنتين. شارك مع منتخب الأرجنتين تحت 20 سنة لكرة القدم. أما مع النوادي، فقد لعب مع أرجنتينوس جونيورز.

## وصلات خارجية
- فاوستو فيرا على موقع قاعدة بيانات كرة القدم.إي يو (الإنجليزية)
- فاوستو فيرا على موقع Soccerway.com (الإنجليزية)
- فاوستو فيرا على موقع أوليمبيديا (الإنجليزية)